# Bendera
Bendera è una circoscrizione mista (mixed ward) della Tanzania situata nel distretto di Same, regione del Kilimangiaro. Conta una popolazione di 5 565 abitanti (censimento 2022).